# 侧带海猪鱼
側帶海豬魚（学名：Halichoeres scapularis），又名頸帶海豬魚、頸帶龍、柳冷仔、頸帶儒艮鯛，为輻鰭魚綱鱸形目隆頭魚亞目隆頭魚科海豬魚屬下的一个种，分布於印度西太平洋區，從紅海、東非至巴布亞紐幾內亞，北起日本，南迄澳洲大堡礁海域，棲息深度1-20公尺，本魚最初的階段是橄欖色的到黃褐色的背面，腹側白色，具有一個從眼睛延續到上尾部的梗的黑色的曲折斑紋；最後階段是綠色，曲折的斑紋淡紫色，背鰭硬棘9枚，背鰭軟條11枚，臀鰭硬棘3枚，臀鰭軟條11枚，體長可達20公分，棲息在沙石底質的海域，以甲殼類等為食，可作為觀賞魚及食用魚。